# 台灣紅娘華
台灣紅娘華（學名：Laccotrephes grossus）是一種半翅目蠍蝽科紅娘華屬的水生昆蟲。

## 形態
體長約35～40毫米，體色為深褐色。有鐮刀狀的前肢用以捕捉獵物，尾部有二條細長的呼吸管。外觀大致與日本紅娘華相似，二種的主要差別在於台灣紅娘華前肢沒有針狀突起。

## 生態
已知分布於台灣及八重山群島。對水質的變化較敏感，一般只棲息於乾淨的池塘與水田中。